# Гончарова, Екатерина Николаевна
Екатери́на Никола́евна Гончаро́ва (в замужестве баронесса Геккерн; 22 апреля [4 мая] 1809, Москва, Российская империя — 15 октября 1843, Сульц, Франция) — фрейлина, сестра Натальи Николаевны Пушкиной, жена Жоржа Дантеса. Предложение Дантеса, сделанное Екатерине Николаевне в октябре 1836 года, отсрочило дуэль между ним и Александром Сергеевичем Пушкиным. Вслед за мужем, высланным в 1837 году после дуэли с Пушкиным, уехала из России во Францию.

## Биография

### Ранние годы. Полотняный завод
Старшая дочь Николая Афанасьевича Гончарова и его жены Натальи Ивановны, урождённой Загряжской. Родилась в Москве, крещена 2 мая 1809 года в церкви Вознесения Господня в Сторожах, у Никитских ворот при восприемстве дяди А. И. Загряжского и майорши Е. А. Новосильцевой. Детство и юность Екатерина провела в доме Гончаровых в Москве. Получила хорошее домашнее образование.
После свадьбы младшей сестры Натальи, весной 1831 года Екатерина и Александра Гончаровы были отправлены в имение Полотняный Завод, где около трёх лет вели уединённый образ жизни. Мать, с которой у сестёр сложились тяжёлые отношения, отказывалась вывозить их в свет, они же стремились в столицу, где служили братья и жила Наталья Николаевна. Со смертью осенью 1832 года главы рода Гончаровых, Афанасия Николаевича, положение Екатерины и Александры ещё более осложнилось. Дед оставил ставшему главой гончаровского майората Дмитрию Николаевичу долги в полтора миллиона рублей. Семья была разорена, старшему брату пришлось свести к минимуму все семейные расходы. Единственными развлечениями в деревне для сестёр были занятия музыкой, чтение, верховая езда.
В семейном архиве Дантесов в Сульце (Сульсе) хранятся два альбома Екатерины Гончаровой. Это сборники поэзии, составленные ею в 1833 году в Полотняном заводе. В альбомы включены произведения всех выдающихся поэтов того времени (в том числе четыре стихотворения Пушкина) и пьеса «Горе от ума» Грибоедова. По мнению Николая Раевского, для того, чтобы переписать объёмный и сложный текст грибоедовской пьесы, необходимо хорошо знать русский язык. Французский пушкинист Андре Менье (André Meynieux), опубликовавший сообщение об этих рукописных сборниках, считал, что старшая Гончарова была «без всякого сомнения девушкой культурной, хорошо разбирающейся в поэзии и далеко не лишённой вкуса». Известно, что, уже живя в Петербурге, Екатерина Николаевна изучала риторику. Писатели Ободовская и Дементьев, изучавшие переписку Гончаровых, считали, что Екатерина была умной и волевой женщиной, независимой в своих суждениях. Раевский отмечал, что «ум у этой барышни был весьма самостоятелен, а убеждения фрейлины Гончаровой не особо верноподданнические».

### Петербург

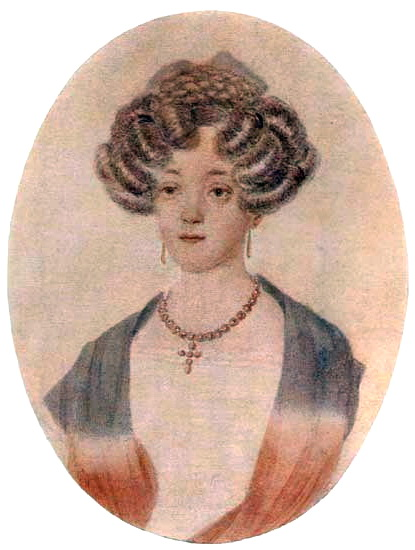
Е. Н. Гончарова. Конец 1820-х — начало 1830-х годов

Вероятно, ещё в 1833 году предполагалось, что Екатерина переедет в столицу. Осенью 1834 года, по приглашению младшей сестры, Екатерина и Александра переехали в Петербург, в дом Пушкиных. Наталья Николаевна надеялась, что в столице они быстрее устроят свою судьбу, и сумела убедить в правильности своего решения мужа, поначалу скептически относившегося к переезду своячениц в Петербург.
Сёстры стали бывать в свете. Поначалу предполагалось, что обе сестры станут фрейлинами, однако в декабре 1834 года лишь Екатерина получила шифр, несомненно, благодаря хлопотам тётки Екатерины Ивановны Загряжской и, возможно, протекции Натальи Кирилловны Загряжской. Вопреки установленному правилу, Екатерина Гончарова, став фрейлиной, не переехала во дворец, а продолжала жить в семье Пушкиных. Несмотря на то, что фрейлина Гончарова была благосклонно встречена Александрой Фёдоровной и Николаем I, в высшем обществе Петербурга и её, и сестру Александру ждал очень сдержанный приём. По словам Екатерины, «нет ничего ужаснее, чем первая зима в Петербурге», однако Гончаровы довольно быстро освоились в свете, во многом благодаря своей младшей сестре. Светская жизнь требовала больших расходов, сёстры также вносили свою долю за стол и квартиру, снимаемую Пушкиными. Так как Дмитрий Николаевич неаккуратно высылал им содержание, Екатерине и Александре, несмотря на то, что им помогала тётка, приходилось занимать, их письма брату полны просьб выслать поскорее деньги.
Существуют различные мнения о внешности двух старших сестёр Гончаровых, вероятно, большинство из них пристрастно. Так, Софья Карамзина в одном из писем иронично отзывается о сёстрах Натальи Николаевны: «…кто смотрит на посредственную живопись, если рядом Мадонна Рафаэля?», однако в другом послании отмечает: «…среди гостей были Пушкин с женой и Гончаровы (все три ослепительные изяществом, красотой и невообразимыми талиями)». Екатерина была женщиной южного типа, с большими тёмными глазами и смуглой кожей (что в то время считалось серьёзным недостатком). И Александра, и Екатерина были по-своему красивы, но в глазах современников не выдерживали сравнения с младшей сестрой. Сестра Пушкина писала: «Они красивы, эти невестки, но ничто в сравнении с Наташей». Выйти замуж Гончаровы не могли не по причине своей непривлекательности, а из-за тяжёлого материального положения: им не приходилось рассчитывать на приданое.

### Екатерина Гончарова и Дантес
С Дантесом Екатерина познакомилась осенью 1834 года. Летом 1835 года Пушкины и Гончаровы жили на даче на Чёрной речке. В конце июля сюда возвратился с манёвров кавалергардский полк, возможно, именно тогда началось ухаживание Дантеса, влюблённого в Наталью Николаевну, за двумя сёстрами — младшей и, для прикрытия, старшей. В сезон 1835—1836 годов сёстры вели интенсивную светскую жизнь, бывая в неделю на двух-трёх балах: «теперь, когда нас знают, нас приглашают танцевать; это ужасно, ни минуты отдыха, мы возвращаемся с бала в дырявых туфлях, чего в прошлом году совсем не бывало», — писала Екатерина брату Дмитрию. Однако и эта зима не принесла изменений в судьбе Екатерины и Александры. С особенным удовольствием посещали они салоны Карамзиных и Вяземских. Среди завсегдатаев этих светских гостиных был и Дантес, с которым Екатерина стремилась встречаться как можно чаще. Лето 1836 года семья провела на Каменном острове. Екатерина Николаевна на прогулках и летних балах виделась с Дантесом. Однако в письмах к своему брату Дмитрию, самому близкому ей человеку в семье, имя Дантеса она не упоминает. Вероятно, это умалчивание имело причину. В свете уже обсуждали ухаживание Дантеса за женой Пушкина, было также замечено, что старшая сестра Натальи Николаевны серьёзно увлечена им.
Некоторые пушкинисты считают, что Екатерина Николаевна была любовницей Дантеса, и их связь началась летом 1836 года. Предполагалось также, что она была беременна до брака, а дата рождения первой дочери Дантесов Матильды — 19 октября 1837 года — подложна. Публикаторы писем сестёр Гончаровых, Ободовская и Дементьев, отмечают, что поведение Дантеса по отношению к Екатерине до свадьбы показывало, что они были более близки, чем просто жених и невеста. Изучив переписку и документы, хранящиеся в гончаровском архиве, они пришли к выводу, что версия о беременности Екатерины до свадьбы была ошибочна, однако вполне вероятно, что у Дантеса была связь с ней.

### Замужество

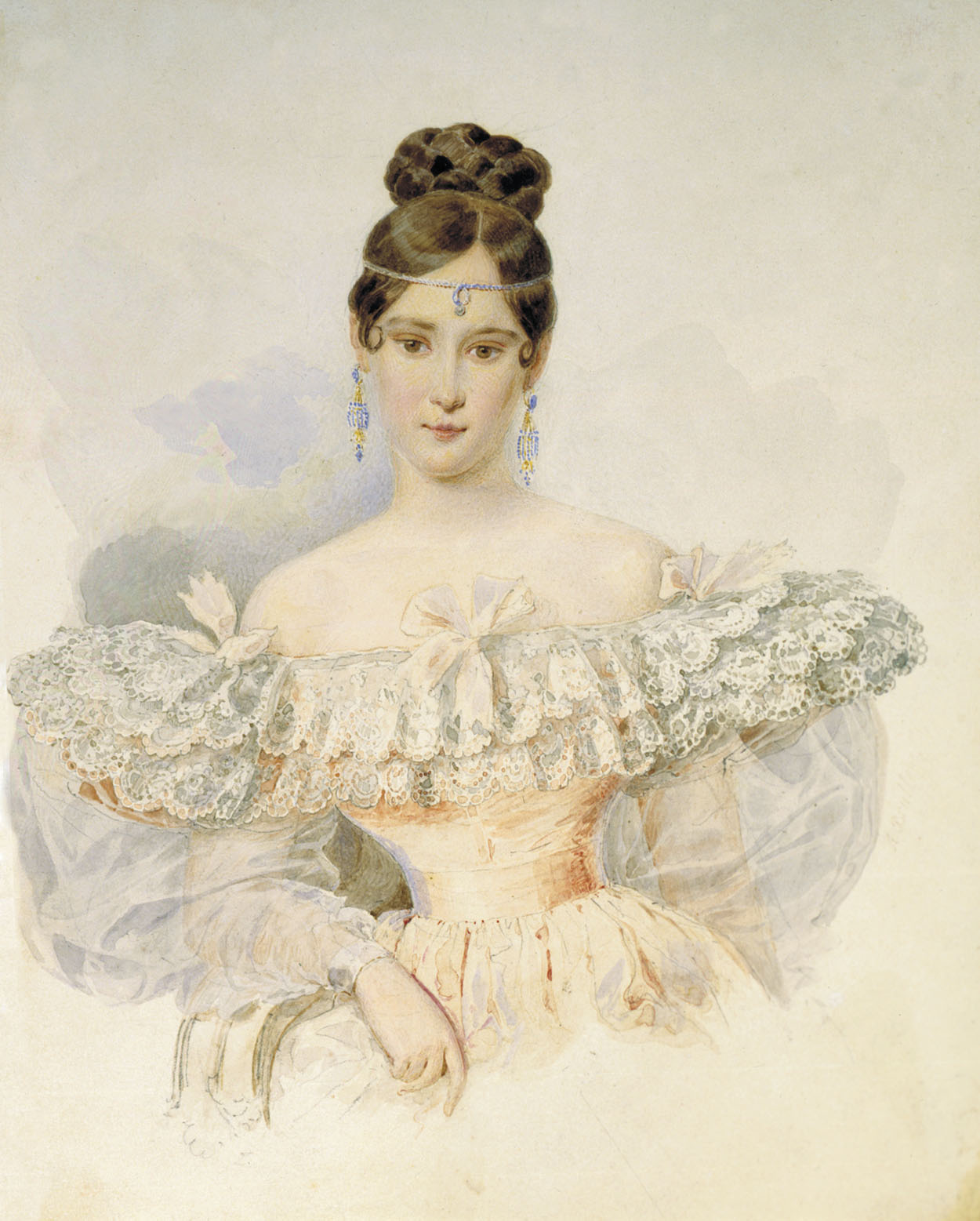
Н. Н. Пушкина — сестра Е. Н. Гончаровой. Портрет работы А. П. Брюллова

Кавалеры первой степени, командоры и кавалеры светлейшего ордена рогоносцев, собравшись в Великом Капитуле под председательством достопочтенного великого магистра ордена, его превосходительства Д. Л. Нарышкина, единогласно избрали г-на Александра Пушкина коадъютором великого магистра ордена рогоносцев и историографом ордена.
3 (или утром 4) ноября друзьям Пушкина был разослан анонимный пасквиль с оскорбительными намёками в адрес поэта и его жены. Пушкин, узнавший о письмах, был уверен, что они — дело рук Дантеса и его приёмного отца Геккерна. Вечером 4 ноября он послал вызов (без указания причины) на дуэль Дантесу, который получил Геккерн (его «сын» находился на дежурстве). Взволнованный Геккерн срочно поехал к Пушкину и добился отсрочки дуэли на две недели.
О вызове стало известно в семье Пушкина. Наталья Николаевна через своего брата Ивана связалась с Жуковским, надеясь, что последний предотвратит столкновение. В переговоры вступила также тётка Екатерина Загряжская. 9 ноября 1836 года, несомненно под влиянием произошедших событий, Екатерина Николаевна пишет Дмитрию Гончарову:

…счастье моё уже безвозвратно утеряно, я слишком хорошо уверена, что оно и я никогда не встретимся на этой многострадальной земле, и единственная милость, которую я прошу у Бога, это положить конец жизни столь мало полезной, если не сказать больше, чем моя.
Комментируя это письмо, Ободовская и Дементьев отмечают, что в нём нет никакой враждебности по отношению к Пушкиным, однако, как предполагают они, именно с этого момента Екатерина «стала бороться за своё счастье».
Геккерны через Жуковского заверили Пушкина, что Дантес вовсе не ухаживает за Натальей Николаевной, на самом деле он влюблён в его свояченицу и намеревается жениться на ней. Вероятно, и Наталья Николаевна, и её сёстры просили Пушкина не доводить дело до дуэли.
В кратких заметках, посвящённых несостоявшейся дуэли, 7 ноября Жуковский записывает: «Я поутру у Загряжской. От неё к Геккерну… Открытия Геккерна… О любви сына к Катерине… О предполагаемой свадьбе… Мысль всё остановить — возвращение к Пушкину. Les révélations. Его бешенство…». Ободовская и Дементьев предположили, что Геккерн сказал Жуковскому о связи Екатерины и Дантеса, и именно этим объясняется гнев Пушкина. В этом же ключе истолковываются слова Загряжской, в недатированной записке сообщавшей о том, что свадьба — дело решённое «…и так все концы в воду».
17 ноября Соллогуб, секундант Пушкина, извещал поэта, что Дантес:

…окончательно решил объявить свои намерения относительно женитьбы, но что опасаясь, как бы этого не приписали желанию уклониться от дуэли, он по совести может высказаться лишь тогда, когда всё будет покончено между вами и вы засвидетельствуете словесно в присутствии моём или г-на д’Аршиака, что вы не приписываете его брака соображениям, недостойным благородного человека.
В этот же день Пушкин написал Соллогубу письмо, в котором просил «рассматривать этот вызов как не имевший места», так как «из толков в обществе» узнал, что Дантес решил объявить о своей женитьбе после дуэли.
17 ноября Дантес сделал официальное предложение через Загряжскую, в тот же день в Петербург приехал в качестве главы семьи Дмитрий Гончаров, о помолвке было объявлено вечером 17-го на балу у С. В. Салтыкова. Весть о женитьбе Дантеса на Екатерине Гончаровой в высшем обществе Петербурга, а также среди близких друзей и родственников Пушкина была встречена с недоумением и недоверием:

…его [Дантеса] страсть к Наташе не была ни для кого тайной. Я прекрасно знала об этом, когда была в Петербурге, и я довольно потешалась по этому поводу; поверьте мне, что тут должно быть что-то подозрительное, какое-то недоразумение и что, может быть, было бы очень хорошо, если бы этот брак не имел места.— Ольга Павлищева
Софья Карамзина, постоянно видевшая в салоне своей мачехи всех участников преддуэльных событий, отмечала, что Екатерина Гончарова кажется более счастливой, чем Дантес, который «не мог почувствовать увлечения».

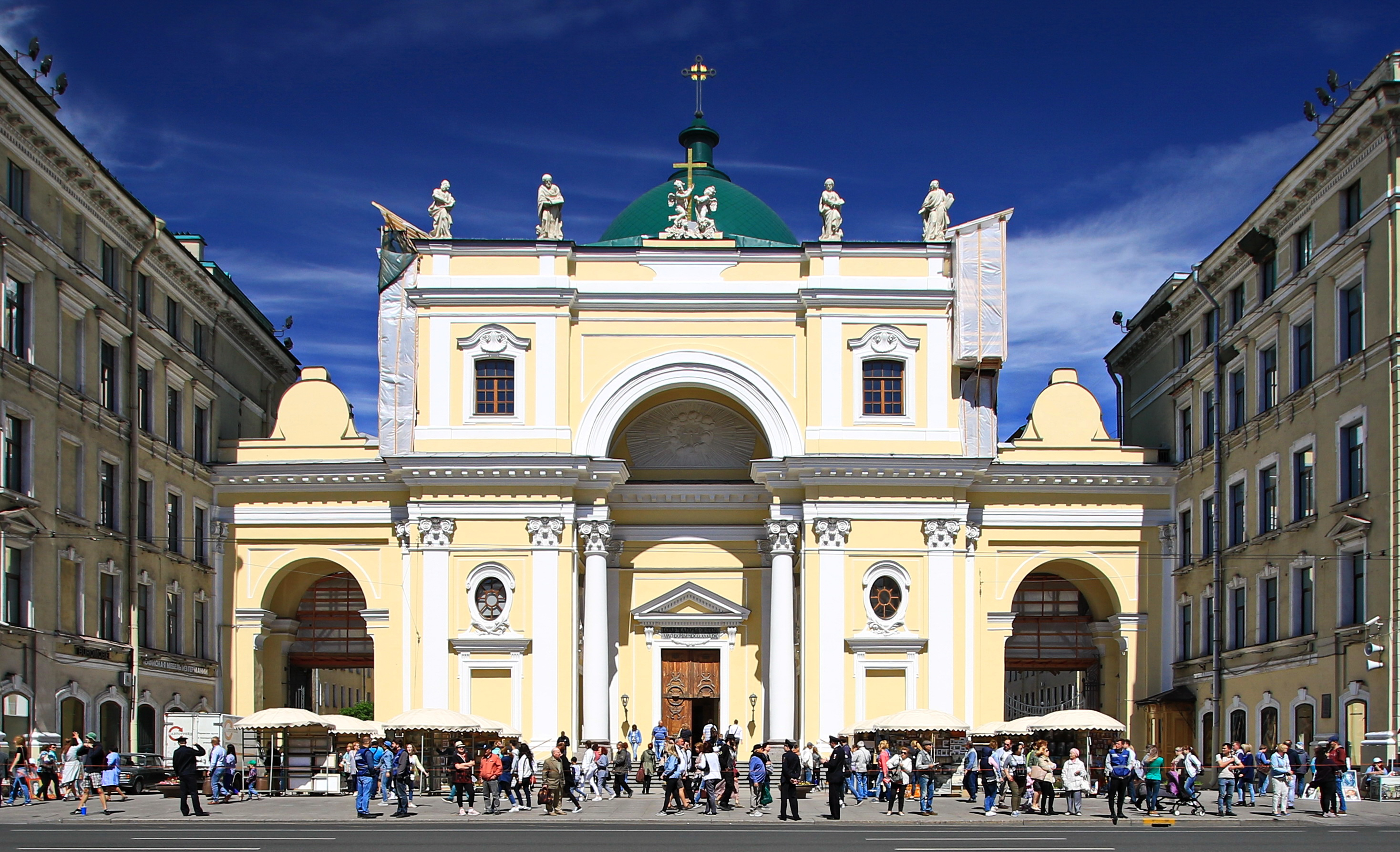
Храм Святой Екатерины Александрийской, где прошло венчание Ж. Дантеса и Е. Гончаровой по католическому обряду

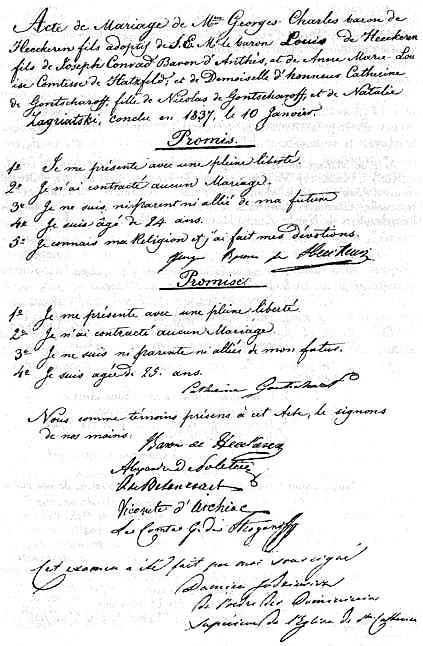
Запись о венчании в храме Святой Екатерины Александрийской Е. Гончаровой и Ж. Дантеса

Пушкин пишет отцу о приготовлениях к свадьбе: «Шитьё приданого сильно занимает и забавляет мою жену и её сестёр, но меня приводит в бешенство. Ибо мой дом имеет вид модной и бельевой мастерской». Однако, судя по посланиям Екатерины брату, она с нетерпением и тревогой ждёт свадьбу, считая оставшиеся дни: «не знаю ничего более скучного, чем положение невесты, и потом все хлопоты о приданом вещь отвратительная».
Пушкинист Яшин высказал предположение, что Дантес женился на Гончаровой, подчиняясь приказу Николая I. Публикация в Париже записок дочери императора Ольги Николаевны в 60-х годах XX века казалось бы подтвердила эту гипотезу. В их русском переводе значится: «…а Дантесу было приказано жениться на старшей сестре Наталии Пушкиной, довольно заурядной особе». Однако оказалось, что эта фраза была переведена ошибочно. В подлиннике записок Ольги Николаевны сообщается о том, что друзья Пушкина нашли только один способ избежать дуэли: женитьбу Дантеса на Екатерине. Тем не менее довольно быстро было получено императорское разрешение на брак католика и православной. Николай I не стал настаивать на принятии присяги на русское подданство Дантесом перед свадьбой, но жених обязывался «не отвлекать будущей жены от православной греко-российской веры». Екатерина Николаевна согласилась на то, чтобы дети, рождённые в этом браке, стали католиками.
Позднее «приёмный отец» Дантеса Геккерн писал Нессельроде, что этим браком тот «закабалил себя на всю жизнь».
Дантес не ездил в дом невесты, Екатерина Николаевна виделась с ним только у своей тётки, фрейлины Загряжской. Свадьба состоялась 10 января 1837 года. Загряжская прилагала все усилия, чтобы церемония прошла как можно более в узком кругу: так, она настояла, «опасаясь излишнего любопытства», чтобы Софья Карамзина (в свете её считали женщиной злоязычной), приглашённая сёстрами, не присутствовала на церемонии. Карамзина очень сожалела, что лишилась возможности увидеть «как выглядели участники этой таинственной драмы в заключительной сцене эпилога».
Венчание проходило по двум обрядам: католическому (в церкви Св. Екатерины) и православному (в Исаакиевском соборе). Посажёными отцом и матерью невесты были Григорий Строганов и его жена, со стороны жениха посажёной матерью была М. Д. Нессельроде. После венчания в честь молодых Строганов дал свадебный обед. На венчании присутствовали сёстры Екатерины и специально приехавшие в Петербург братья Дмитрий и Иван, однако на обед они не остались. Братья Гончаровы сразу после свадьбы, не заехав к Загряжской, которую, вероятно, считали ответственной за произошедшие события, покинули столицу.
После свадьбы Софья Карамзина, побывавшая у молодых на их квартире в доме Голландского посольства, писала брату Андрею об обстановке безмятежности, царившей в тот момент, как ей казалось, в семействе Геккернов:

Не может быть, чтобы всё это было притворством: для этого понадобилась бы нечеловеческая скрытность, и притом такую игру им пришлось бы вести всю жизнь! Непонятно.
Более чутко определила положение вещей Александра Гончарова, которая, с целью поддержать сестру, бывала иногда у Геккернов. По её мнению, Екатерина стала спокойней, но и грустней, однако, стараясь не показать этого сестре из самолюбия, пыталась создать иллюзию благополучия.
Ситуация после свадьбы только ухудшилась. Со стороны Геккернов было несколько попыток добиться примирения, но Пушкин решительно отклонял их. Дантесы не бывали у Пушкиных, но встречались с ними в свете. Жорж Дантес продолжал демонстративно оказывать знаки внимания Наталье Николаевне. В обществе распространялись слухи, что Дантес женился на нелюбимой женщине, чтобы «спасти честь» Пушкиной.

### Роль Е. Н. Гончаровой в событиях, предшествовавших дуэли Пушкина
Истинная роль Екатерины в преддуэльных событиях до настоящего времени не выяснена окончательно. Вполне вероятно, что она знала о предстоящей дуэли и не предупредила сестру (возможно, её заставили молчать). Исследователи единодушны в одном: влюблённая в Дантеса, она «с первого же дня стала игрушкой в руках баронов» (Ахматова), а войдя в их семью, она приняла их сторону в противостоянии с Пушкиным. Непосредственные свидетели событий возлагали часть вины на Екатерину. Так, Александр Карамзин с крайним возмущением говорит о старшей Гончаровой: «…та, которая так долго играла роль сводницы (фр. entremetteuse), стала, в свою очередь, возлюбленной, а затем и супругой. Конечно, она от этого выиграла, потому-то она — единственная, кто торжествует до сего времени, и так поглупела от счастья, что, погубив репутацию, а может быть, и душу своей сестры, госпожи Пушкиной, и вызвав смерть её мужа, она в день отъезда последней послала сказать ей, что готова забыть прошлое и всё ей простить!!!»
Графиня Фикельмон в своей дневниковой записи по поводу дуэли Пушкина отмечала:

Одна из сестёр госпожи Пушкиной, к несчастью, влюбилась в него [Дантеса], и быть может, увлечённая своей любовью, забыла обо всём том, что могло из-за этого произойти для её сестры; эта молодая особа учащала возможности встреч с Дантесом; наконец, все мы видели, как росла и усиливалась эта гибельная гроза!
Анализируя дневниковую запись Фикельмон, посвящённую дуэли и смерти Пушкина, Раевский отмечает, что для неё Екатерина была скорее «комическим персонажем трагедии». Однако на самом деле старшая Гончарова переживала глубокую драму. Софья Карамзина, описывая последнее свидание сестёр после смерти Пушкина и перед отъездом из Петербурга Натальи Николаевны, говорит, что Екатерина до него лишь смеялась и твердила о своём счастье. По мнению Ободовской и Дементьева, Карамзина не понимала, что Екатерина уже начала ту двойную жизнь, «которую пришлось вести … до самой смерти». И на последнем свидании с родными она не хотела признать ни за собой, ни за Геккернами вины. Лишь когда Екатерина сказала, что «прощает Пушкину», «тётка [Загряжская] высказала ей всё, что чувствовала она в ответ на ея слова», и «этот ответ образумил и привёл её в слёзы».
В. Старк, анализируя неизвестные до их публикации в 1995 году С. Витале письма Дантеса к Екатерине, предполагает, что уже с конца лета 1836 года «Екатерина, влюбившаяся в Дантеса, соглашается на роль его доверенного лица — не столько посредницы, сколько ширмы, и фактически становится его шпионом в доме Пушкиных».

### Последние годы

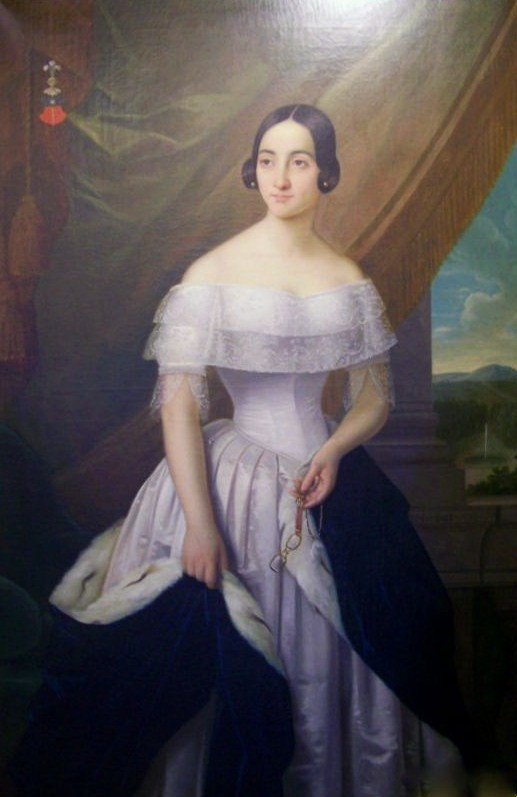
Екатерина Дантес де Геккерн на портрете Н. Вельца (1840)

После дуэли Дантес был арестован, разжалован в солдаты, а 19 марта 1837 года его выслали за границу. Екатерина Николаевна ждала ребёнка. Вероятно, в это время кроме Строгановых, сочувствовавших Дантесу, и Идалии Полетики никто не бывал в доме Геккернов. Екатерина вместе с Луи Геккерном уехала из Петербурга 1 апреля 1837 года. Из родных её никто не провожал. Геккерн и его невестка встретились с Дантесом в Берлине. Из Берлина Геккерн направился в Гаагу: официально он уехал в отпуск, однако император дал ему понять, что считает барона окончательно оставившим пост посланника в России. Луи Геккерн пять лет ждал нового назначения.
В июне 1837 года Дантесы и Геккерн посетили Баден-Баден. Предполагается, что они хотели встретиться с лечившимся там великим князем Михаилом Павловичем. Есть сведения, что последний, увидев Дантесов, даже не ответил на их приветствие.
Супруги Дантес поселились в Сульце, у родного отца Жоржа. Они жили отдельно от большой семьи Дантесов, в боковом флигеле помещичьего дома. Вероятно, вскоре в Сульц приехал и Геккерн, так как в метрическом свидетельстве о рождении старшей дочери Дантесов он значится свидетелем, а местом его жительства указан этот город. В письмах к брату Дмитрию Екатерина ничего не рассказывает о своих новых родственниках и о том, как она была принята в семье мужа. Ободовская и Дементьев, изучив её послания из-за границы, хранящиеся в архиве Гончаровых, пришли к выводу, что их можно разделить на две части: те, что написаны в присутствии мужа, и те, которые он не мог прочитать. Из всех родственников переписку поддерживали Дмитрий Николаевич и Наталья Ивановна Гончаровы. Лишь дважды Екатерина упоминает, что получила письма от сестёр. Она настойчиво просит брата прислать ей портрет отца, очень рада, когда наконец его получает, однако сама не решается написать Николаю Афанасьевичу. Екатерина интересуется всем, что происходит на родине, жизнью родных и знакомых, но никогда не спрашивает о своих племянниках Пушкиных, упоминая о младшей сестре, она, не называя её по имени, обозначает её лишь инициалом N. С большим раздражением Екатерина пишет о Загряжской, которая порвала все связи с племянницей.
Красной нитью во всех письмах проходят просьбы Екатерины о деньгах. Дмитрий Николаевич обещал перед свадьбой будущему зятю выплачивать сестре годовое содержание в 5000 рублей, однако присылал деньги крайне нерегулярно. Материально Дантесы были обеспечены. Родной отец мужа Екатерины был богатым помещиком. Геккерн также не жалел денег для своего приёмного сына: ради него совершались поездки в Париж, в Вену, покупка фермы в окрестностях Сульца. Тем не менее под влиянием Дантеса и Геккерна в письмах Екатерины Николаевны появляются расчёты долгов брата, выведенные с точностью до полукопеек.
Весной 1838 года Дантесы приехали в Париж. В своём письме к брату Екатерина говорит о множестве знакомых, которые непременно хотят сопровождать супругов в светское общество, однако не называет конкретных имён. Вероятно, единственным человеком, с которым общалась в Париже Екатерина, была Анастасия Сиркур, бывшая соседка Гончаровых по Полотняному Заводу.
Весной 1842 года, случайно узнав от общих знакомых, что её брат Иван находится в Бадене, Екатерина приехала туда вместе с мужем и двумя старшими детьми. Вероятно, Гончаров не хотел встречаться с сестрой и её мужем, в противном случае он поставил бы Екатерину в известность, что находится совсем недалеко от Сульца. Иван признаёт, что «присутствие её [Екатерины] мужа было мне много приятнее, чем я был к тому подготовлен». Дантесы всеми силами старались убедить Гончарова в том, что его сестра счастлива в браке, и, вероятно, им это удалось. Иван пишет старшему брату: «Катя беспрестанно говорит о своём счастье, и только одна мысль неотступно преследует её: никогда не возвращаться в Россию». Дантес использовал встречу, чтобы напомнить Гончаровым об их долге, Иван Николаевич отмечает «бескорыстие, с которым он [Дантес] говорит о деньгах». Позднее, вероятно пожалев, что поддался первому впечатлению, Иван Гончаров уже гораздо холоднее отзывается о супругах Дантес. Получив от старшего брата бумаги, доказывающие тяжёлое финансовое положение Гончаровых, он поспешил переслать их сестре, чтобы, по его словам, Дантесы и Геккерн поняли, что причиной нерегулярности выплат является разорение семьи.

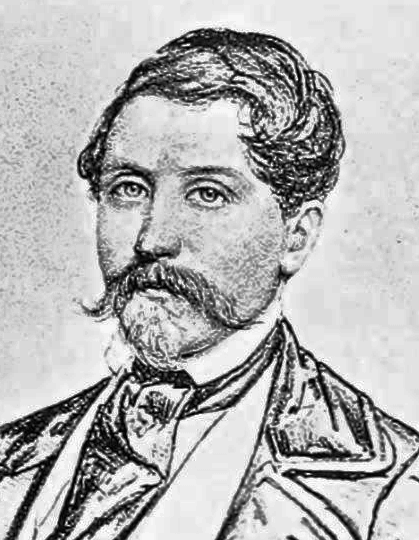
Жорж Шарль Дантес. 1844

В 1842 году Луи Геккерн получил наконец аккредитацию при венском дворе. В венском обществе он был принят холодно. В Вене служили в то время свидетели петербургской трагедии 1837 года — граф Фикельмон, бывший посол при русском дворе, в семье которого с большим уважением относились к Пушкину; дипломаты Меджнис и Иван Гагарин. Известно, что русский посол даже отказался от приглашения на дипломатический обед, узнав, что там будет Геккерн. Тем не менее Геккерн пригласил к себе в австрийскую столицу на зимний сезон 1842—1843 годов супругов Дантес. Графиня Фикельмон записала в своём дневнике:

Мы не увидим госпожи Дантес, она не будет бывать в свете и в особенности у меня, так как она знает, что я смотрела бы на её мужа с отвращением.
Екатерина Николаевна в письмах к брату скрывает истинное положение вещей. По её словам, она и муж просили Геккерна позволить им не бывать в высшем свете, и она была бы счастлива вернуться обратно в Сульц. Принимали Дантесов только у Фризенгофов: Наталья Фризенгоф, воспитанница Софьи Ивановны де Местр, тётки Екатерины, в силу родственных связей не отказывалась от общения с ними, но маловероятно, что Дантесы были на званых вечерах, устраиваемых этой семьёй.

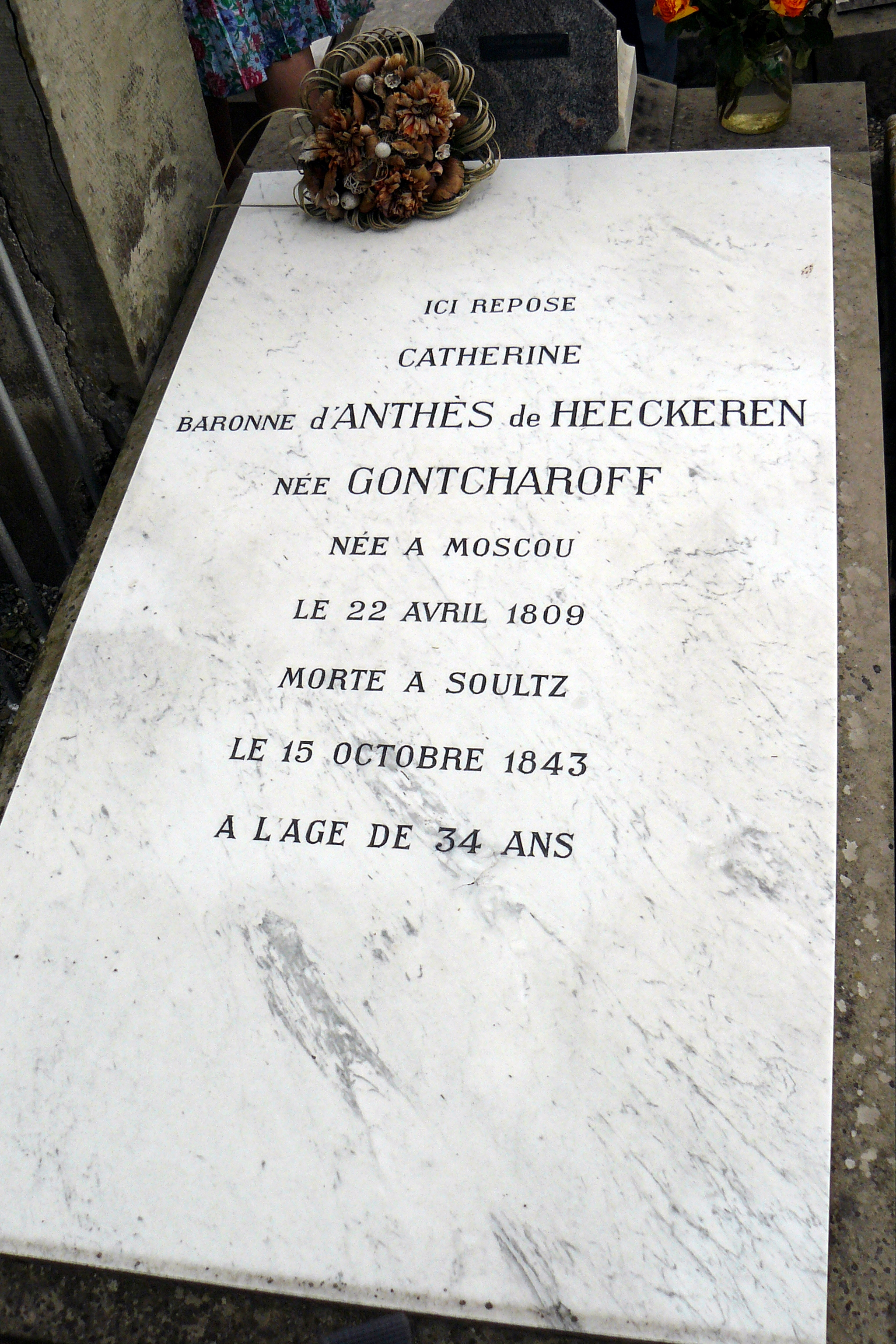
Надгробный камень на могиле Екатерины Николаевны в городе Сульц (Эльзас, Франция)

Екатерина Николаевна после рождения трёх дочерей (появление на свет последней, Леони, в 1840 году, по признанию самой Екатерины, огорчило её) страстно желала подарить мужу наследника. Зимой 1842 года она родила мёртвого мальчика. По воспоминаниям её внука, Луи Метмана, Екатерина Николаевна по данному ею обету ходила босиком в местную часовню и подолгу молилась в надежде родить сына.
22 сентября 1843 года она родила долгожданного сына, Луи-Жозефа. Умерла 15 октября 1843 года от послеродовой горячки.
В 1936 году Леонид Гроссман опубликовал письмо Дантеса, адресованное Ивану Гагарину. В нём Дантес пишет, что его покойная жена приняла католичество, но, чтобы не огорчать родных, скрывала это. Ободовская и Дементьев, опираясь на слова Геккерна из письма Дмитрию Гончарову о смерти Екатерины Николаевны: «она получила необходимую помощь, которую наша церковь могла оказать её вероисповеданию», считают, что сообщение Дантеса ложно. Они также отмечают, что о принятии Екатериной Николаевной католической веры ничего не сообщает в своих воспоминаниях её внук Луи Метман, не имевший причин скрывать этот факт.

## Дети Е. Н. Дантес де Геккерн

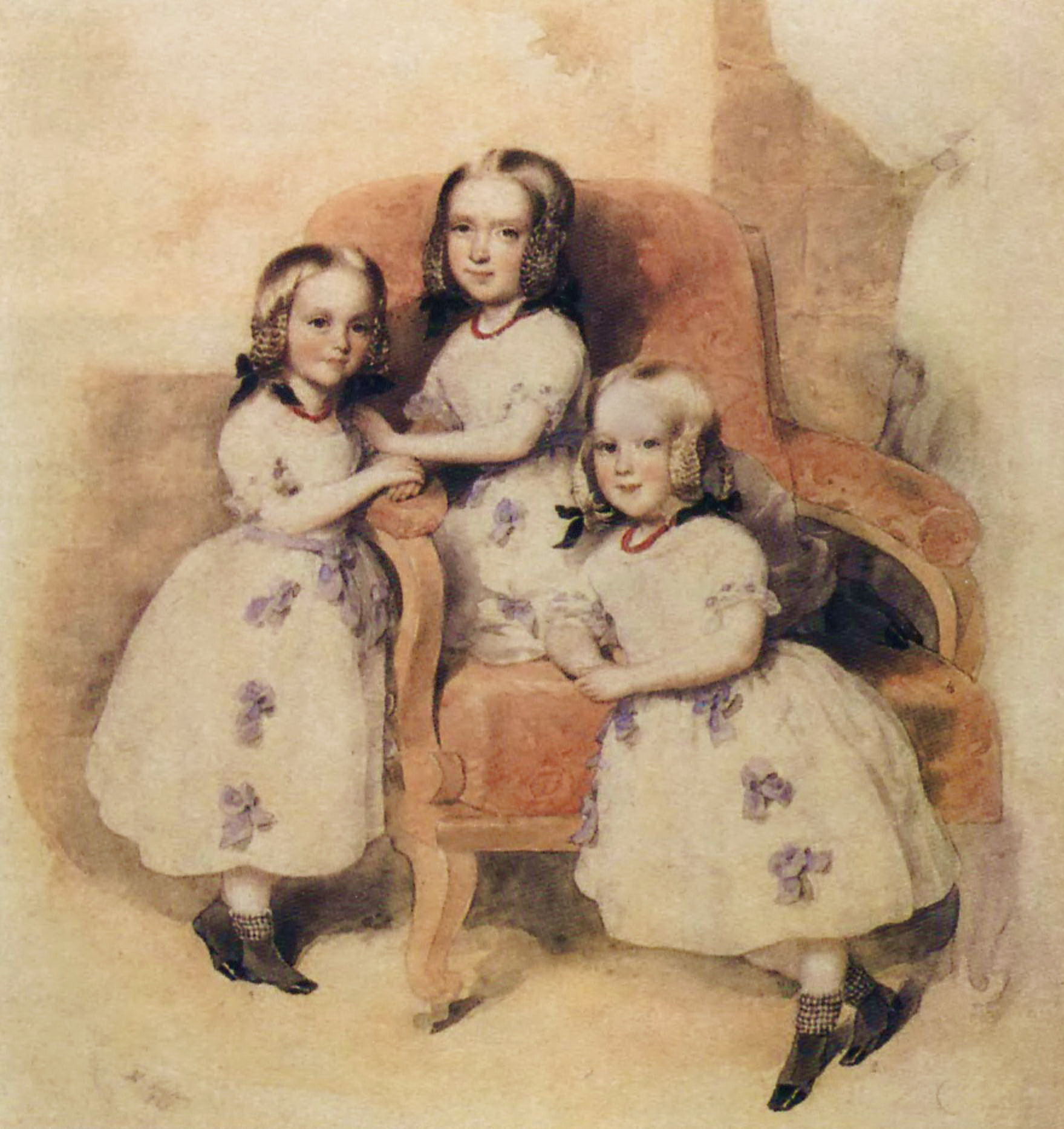
Дочери Е. Н. Дантес де Геккерн.
Слева направо: Леони, Матильда, Берта. Акварель Леопольда Фишера. 1843

- Матильда-Евгения (19 октября 1837 — 29 января 1893) — с 1861 года супруга генерала Жана-Луи Метмана.
- Берта-Жозефина (5 апреля 1839 — 17 апреля 1908) — с 1864 года супруга Эдуарда, графа Вандаля (1813—1889).
- Леони-Шарлотта (3 апреля 1840 — 30 июня 1888) — не замужем.
- Луи-Жозеф (22 сентября 1843 — 27 сентября 1902) — с 1883 года женат на Марии-Луизе-Виктории-Эмилии Шауэнбург-Люксембург.

После смерти матери детей воспитывала незамужняя сестра Жоржа Дантеса Адель. Исследователи отмечают необыкновенную судьбу третьей дочери Екатерины Николаевны, Леони. В беседе с корреспондентом газеты «Новое время» Луи-Жозеф Геккерн-Дантес сказал следующее:

Пушкин! Как это имя связано с нашим! Знаете ли, что у меня была сестра, — она давно покойница, умерла душевнобольной. Эта девушка была до мозга костей русской. Здесь, в Париже, живя во французской семье, во французской обстановке, почти не зная русских, она изучила русский язык, говорила и писала по-русски получше многих русских. Она обожала Россию и больше всего на свете Пушкина.

Дочь сенатора Второй империи, имевшая все возможности жить интенсивной светской жизнью, совершенно не интересовалась этим. Она самостоятельно прошла на дому курс Политехнической школы, и «по словам своих профессоров, была первой…». Леони знала наизусть множество произведений Пушкина, в её комнате хранилось несколько портретов поэта. Александр Онегин, встречавший Леони, отмечал, что это была необыкновенная девушка. В одной из ссор с отцом она бросила ему в лицо обвинение в убийстве Пушкина. Возможно, тяжёлые семейные отношения повлияли на здоровье младшей дочери Дантеса, она заболела и умерла в психиатрической лечебнице.

## Комментарии
1. ↑  Менье собирался посвятить альбомам Гончаровой исследование, однако не успел выполнить задуманное[4].
2. ↑  Бриллиантовый вензель особы, фрейлиной которой становилась девушка.
3. ↑  Откровения (фр.).
4. ↑  Секундант Дантеса, атташе французского посольства в Петербурге[22].
5. ↑  Перевод был выполнен не с французского оригинала из Штутгартского архива, а с немецкого перевода записок, вышедшего в Германии в 1955 году[28].
6. ↑  Известно, что за две недели до сватовства к Екатерине Гончаровой Дантес сватался к княжне Барятинской, но получил отказ[31].
7. ↑  Письмо Александры Гончаровой брату Дмитрию написано в последних числах января 1837 года, буквально накануне дуэли[38].
8. ↑  По воспоминаниям К. К. Данзаса в записи А. Аммосова[39].
9. ↑  Письмо С. Н. Карамзиной А. Н. Карамзину от 27 января 1837 года[40].
10. ↑  Записи из дневника М. К. Мердер[41].
11. ↑  «Между тем посланник [Геккерн] (которому досадно было, что сын [Дантес] его женился так невыгодно) и его соумышленники продолжали распускать по городу оскорбительные для Пушкина слухи» (рассказы Вяземских П. И. Бартеневу)[42].
12. ↑  Н. Раевский отмечает, что перевод слова entremetteuse как «посредница» в издании Пушкинского Дома не совсем точен: «в данном контексте речь идёт, несомненно, о „своднице“»[45].
13. ↑  Фикельмон употребила французское слово s’engouer, имеющее значение, близкое к русскому «втюриться»[46].
14. ↑  Выражение «молодая особа» по отношению к Екатерине, приближавшейся к тридцатилетию, у Фикельмон несёт иронический оттенок[46].
15. ↑  Письмо А. И. Тургенева П. А. Осиповой от 24 февраля 1837 года[48].
16. ↑  Совместное письмо Александры Николаевны и Натальи Николаевны, написанное по-русски, опубликовал и прокомментировал в своей документальной повести «Вокруг дуэли» С. Ласкин. Копию письма, находящегося в семейном архиве Дантесов, предоставил Клод Дантес[54].
17. ↑  Известно, что после дуэли и ареста Дантеса тётка и племянница интенсивно обменивались посланиями, пока Геккерн не «запретил» невестке проводить все дни за перепиской. Екатерина в письме к мужу упоминает о возмущении Строганова «глупым поведением» Загряжской, безоговорочно принявшей сторону Пушкиных[56].
18. ↑  Урождённая Хлюстина, жена писателя графа Сиркура (фр. Albert de Circourt)[57].
19. ↑  И. Н. Гончаров выехал вместе с больной женой за границу в июле 1841 года[58].
20. ↑  Артур К. Меджнис (Magenis), друг Д. Ф. Фикельмон, английский дипломат. Пушкин приглашал его быть секундантом на дуэли с Дантесом, но Медженис отказался[63].
21. ↑  Возможно, что те сведения, которые сообщает о жизни Екатерины Николаевны за границей в своих воспоминаниях А. П. Арапова, стали известны Гончаровым именно через Наталью Ивановну Фризенгоф[67].